# هربس ب (فيروس)
عدوى الفيروس بي، (فيروس هربس ب القردي)، هو فيروس بسيط متوطن في قرود المكاك. الفيروس ب هو أحد الفيروسات الهربسية ألفا، والذي يتكون من مجموعة فرعية من فيروسات الهربس التي تنتقل داخل المضيفين عن طريق الأعصاب الطرفية. على هذا النحو، لا يوجد هذا الفيروس العصبي في الدم.
في المضيف الطبيعي، يُظهر الفيروس حالة مرضية مشابهة لتلك الناتجة عن فيروس الهربس البسيط (HSV) في البشر. في المقابل، عندما يصاب البشر بفيروس هربس (ب) حيواني، يمكن للمرضى أن يصابوا بمرض شديد في الجهاز العصبي المركزي، مما ينتج عنه خلل وظيفي عصبي دائم أو الموت. تزداد شدة المرض بالنسبة للمرضى غير المعالجين، ويبلغ معدل وفيات الحالات حوالي 80٪. التشخيص المبكر والعلاج التابع لهما أهمية مصيرية في نجاة الإنسان من العدوى.
مع كونه مرتبطا بأكثر من دزينتين من حالات الوفاة منذ اكتشافه، فيروس هربس ب هو الفيروس الوحيد غير البشري الذي يظهر قابلية للإمراض الحاد لدى البشر. حدثت آخر حالة إصابة بفيروس ب في البشر في عام 2008، حدثت آخر حالة وفاة معروفة في عام 1997 عندما أصيبت الباحثة إليزابيث غريفين في مركز أبحاث يركس القومي الرئيسي برذاذ في العين. معدات الحماية الشخصية المناسبة ضرورية عند العمل مع قرود المكاك، وخاصة تلك الحيوانات التي ثبت أنها إيجابية للفيروس. يجب تنظيف العضات والخدوش والتعرض للأغشية المخاطية، بما في ذلك العين، على الفور.
منذ التعرف على الفيروس في عام 1932، كان هناك 31 حالة موثقة من العدوى بفيروس ب في البشر، 21 منها أدت إلى الوفاة. تطور لدى 20 من المرضى على الأقل درجة معينة من التهاب الدماغ.

## التاريخ
عُرف فيروس الهربس بي للمرة الأولى في عام 1932 بعد وفاة الدكتور ويليام بريبنر، وهو طبيب شاب عضه قرد أثناء البحث حول الفيروس الذي يسبب مرض شلل الأطفال. بعد فترة وجيزة، تطورت لدى بريبنر حمامى موضعية، تلاها التهاب الأوعية اللمفاوية، والتهاب العقد اللمفية، وفي نهاية المطاف، التهاب النخاع المستعرض. كشفت الأنسجة العصبية التي جُمعت أثناء تشريح جثة الدكتور بريبنر عن وجود عامل قابل للتصفية الفائقة ويبدو مشابها لفيروس الهربس البسيط. سمي هذا الفيروس المعزول في البدء باسم «فيروس دابليو».
في خلال عام من وفاة بريبنر، حدد الدكتور ألبرت سابين عاملا غير قابل للتصفية من النسيج نفسه، والذي أطلق عليه لاحقًا اسم فيروس بي. وصف سابين أيضا معدل إماتة الفيروس بي من خلال إظهار أن العدوى كانت مستقلة عن مسلك التلقيح. بالإضافة إلى ذلك، لوحظ أن فيروس بي استجاب استجابات مناعية مماثلة لفيروس الهربس البسيط 1،  بالإضافة إلى التشابهات المشتركة مع فيروس HVP-2 (فيروس هربسي رباحي) وفيروس هربس لانجور، وهما فيروسات غير بشرية تنتمي لفيروسات هربس ألفا.
بحلول عام 1959، حُدد فيروس بي على أنه العامل المسبب في 17 حالة بشرية، 12 منها أفضت إلى الوفاة. حددت حوالي 50 حالة بحلول عام 2002، رغم أن 26 حالة فقط وثقت بشكل جيد. حدثت آخر حالة تم اكتشافها من فيروس بي في عام 2008، في مركز موارد فيروس بي الوطني في أتلانتا.
أقيمت بتحسينات في التعامل مع الحالات البشرية في العقود الماضية. بين عامي 1987 و 2004 انخفض معدل الوفيات، ويرجع ذلك إلى حد كبير إلى إضافة أشكال جديدة من العلاج وتحسين التشخيص. كان يوجد ما إجماله 5 حالات وفاة مرتبطة بفيروس هربس بي في هذا الإطار الزمني.
السفر إلى منطقة حيث قرود المكاك معروفة بحمل الفيروس والتفاعل بشكل مقرب في مناطق مثل المعابد تمثل خطر التعرض للفيروس. ومع ذلك، حتى في المناطق الموبوءة، تكون الحالات البشرية نادرة. لم تكن هناك حالات معروفة من فيروس هربس ب بين المسافرين.

## علم الفيروسات

### بنية الفيروس
يبلغ قطر فيروس ب حوالي 200 نانومتر، وله بنية مشابهة تقريبًا لهيكل فيروس الهربس البسيط1 و 2. لديه غلاف بروتيني (قفيصة) عشريني الأوجه (T = 16) والذي يتكون من 150 هيكسون و 12 بنتون، ويتكون من 6 بروتينات. يكون الغلاف فضفاض حول القفيصة الفيروسية ويحتوي على ما لا يقل عن 10 جلايكوبروتين والتي تعتبر هامة جدا في الامتزاز واختراق الخلايا المضيفة. يحتوي الغشاء على 14 بروتينًا فيروسيًا على الأقل بين القفيصة والغلاف. تشارك بروتينات الغشاء في استقلاب الحمض النووي، وتوليف الحمض النووي، ومعالجة البروتينات. البروتينات الموجودة في الغشاء هي ثيميدين كيناز، وسنثاز الثيميديلات، وdUTPase، وريبونوكلِياز ريدكتاز، ودنا بوليميراز، دنا بريماز، وكيناز البروتين.

### جينوم الفيروس
عُرف تسلسل جينوم الفيروس ب بشكل كامل في عام 2003 من جزء معزول وجد في قرد مكاك ريسوس. مثل جميع فيروسات الهربس، يحتوي جينوم الفيروس ب على دنا مزدوج الشريط ويبلغ طوله حوالي 157 كيلو بايت. توجد منطقتان فريدتان (UL و US) محاطتان بزوج من التكرارات المقلوبة، عُثر على اثنتين منها في النهايات، بينما يقع الآخران بالداخل. ينتج عن هذا الترتيب، الذي يتشابه بطبيعته مع فيروس الهربس البسيط، أربعة أيسومرات متسلسلة. تمثل نيوكليوتيدات السيتوزين والجوانين 75٪ من التسلسل.
تشير تحليلات التسلسل إلى أن فيروسي ب وفيروس الهربس البسيط من النوعين 1 و 2 قد اشتقا من سلف مشترك خلال تطور هذه العوامل الممرضة. كل جلايكوبروتين مشفر للجين، بما في ذلك gB ،gC ،gD ،gE و gG، يتشابه بنسبة تقرب من 50٪ مع فيروس الهربس البسيط، بميل أعلى قليلا نحو فيروس الهربس البسيط 2 عن 1. بالإضافة إلى ذلك، أظهر تسلسل الجلايكوبروتين أن كل مخلفات السيستين محفوظة، وكذلك معظم مواقع الارتباط بالسكر. أحد الاختلافات الرئيسية بين فيروس ب وفيروسات الهربس البسيطة هو أن فيروس ب لا يحتوي على تجانس للجين HSV γ134.5، والذي يرمز إلى عامل الفوعة العصبية. هذا يشير إلى أن فيروس ب لديه آليات مختلفة عن فيروس هربس البسيط للتكاثر داخل الخلايا العصبية، وهو ما يمكن أن يفسر الآثار المختلفة بشكل جذري لهذه الفيروسات على البشر.

## العلاج
الأسيكلوفير يمنع تطور المرض لدى بعض المرضى ويمكن أن يكون منقذا للحياة. على الرغم من أنه يعتقد أن 10 ٪ فقط فعالة ضد فيروس ب كما هو الحال مع فيروس الهربس البسيط 1. العلاج الفوري ضروري لمنع الإعاقة الدائمة في الجهاز العصبي.
عند الإصابة المحتملة، يجب إرسال عينات من كل من الشخص المصاب وإذا أمكن، المكاك من أجل الاختبار التشخيصي للفيروس ب.

## وصلات إضافية
- B Virus Resource Laboratory
- CDC/NCID B Virus Page
- Herpes B virus — "B" is for Brebner: Dr. William Bartlet Brebner (1903–1932)
- Elizabeth R. Griffin Research Foundation، Inc.